# The Red (album Red Velvet)

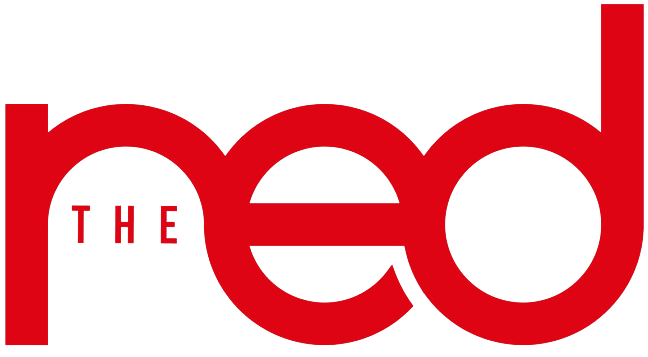
Logo The Red grupy Red Velvet

The Red – pierwszy album studyjny południowokoreańskiej grupy Red Velvet, wydany 9 września 2015 roku przez wytwórnię SM Entertainment dystrybuowany przez KT Music. Płytę promował singel „Dumb Dumb”. Sprzedał się w nakładzie 66 398 egzemplarzy w Korei Południowej (stan na grudzień 2017 r.).

## Tło i promocja
S.M. Entertainment ogłosiło, że Red Velvet powrócą z pierwszym albumem studyjnym, który ukaże się na początku września 2015 roku. 3 września na oficjalnym koncie grupy na Instagramie ukazała się seria zdjęć promujących wydawnictwo oraz lista utworów. 4 września agencja ogłosiła, że pełny album zostanie wydany o północy 9 września.
Zgodnie z koncepcją grupy promowania dwoma wizerunkami „Red” oraz „Velvet”, album The Red skupił się na ich żywym i mocnym „czerwonym” wizerunku. 8 września, podczas konferencji prasowej, Red Velvet i SM Entertainment wspomnieli także o albumie The Velvet, który zostanie wydany po The Red, chociaż przedstawiciel agencji wyjaśnił, że nic jeszcze nie zostało jeszcze zaplanowane.
Piosenka „Dumb Dumb” wygrała w programach muzycznych, m.in. w dwukrotnie w M Countdown, Inkigayo, The Show oraz Show Champion.

## Lista utworów
| Nr  | Tytuł                  | Słowa                                   | Kompozycja i aranżacja                                                                       | Czas |
| --- | ---------------------- | --------------------------------------- | -------------------------------------------------------------------------------------------- | ---- |
| 1.  | "Dumb Dumb"            | Seo Ji-eum (Jam Factory), Kim Dong-hyun | LDN Noise, Deanna Dellacioppa, Taylor Parks, Ryan S. Jhun                                    | 3:22 |
| 2.  | "Huff n Puff"          | Kenzie                                  | Alex G, Anne Preven, Will Gray, Jaden Michaels                                               | 3:01 |
| 3.  | "Campfire"             | Jo Yun-kyeong                           | LDN Noise, Taylor Parks, Denzil "DR" Remedios, Ryan S. Jhun                                  | 3:16 |
| 4.  | "Red Dress"            | Jo Yun-kyeong                           | Nermin Harambasic, Jin Suk Choi, Charite Viken, LDN Noise, Rodnae "Chikk" Bell, Ryan S. Jhun | 3:02 |
| 5.  | "Oh Boy"               | Goo Tae-woo                             | Herbie Crichlow, Lauren Dyson, Jin Suk Choi, LDN Noise                                       | 3:08 |
| 6.  | "Lady's Room"          | Kenzie                                  | Kenzie, Daniel "Obi" Klein, Oliver McEwan, Ylva Dimberg                                      | 3:15 |
| 7.  | "Time Slip"            | Moon Du-ri                              | Daniel "Obi" Klein, Johannes "Josh" Jorgensen, Charli Taft, Jinbo                            | 3:39 |
| 8.  | "Don't U Wait No More" | 100%Seo-jeong (Jam Factory)             | Dwayne Abernathy Jr. (Dem Jointz), Taylor Parks, Ryan S. Jhun                                | 2:51 |
| 9.  | "Day 1"                | Hwang-hyun (MonoTree)                   | Hwang-hyun (MonoTree)                                                                        | 3:26 |
| 10. | "Cool World"           | Im Seo-hyun                             | Daniel "Obi" Klein, Marcus Winther-John, Andy Love                                           | 4:05 |

## Notowania
| Lista                     | Pozycja |
| ------------------------- | ------- |
| Gaon Weekly Album Chart   | 1       |
| Gaon Monthly Album Chart  | 3       |
| Gaon Yearly Album Chart   | 53      |
| Five Music (Tajwan)       | 2       |
| Oricon Weekly Album Chart | 47      |
| Billboard World Albums    | 1       |